# Тарро, Жан Виктор
Жан-Виктор Тарро (фр. Jean-Victor Tharreau, 1767—1812) — французский военный деятель, дивизионный генерал (1799 год), барон (1808 год), участник революционных и наполеоновских войн. Имя генерала выбито на Триумфальной арке в Париже.

## Биография

### Происхождение и начало военной службы
Родился в семье поставщика национального флота Пьера-Алексиса Тарро де Жермоньера (фр. Pierre Alexis Jean Pierre Tharreau des Germonières; ок.1725—1797) и его супруги Марии Жанте (фр. MMarie-Geneviève Gentet; 1729—1782).
С началом Французской революции Тарро с энтузиазмом принял революционное дело, и записался добровольцем в Национальную гвардию округа Шоле. 17 августа 1792 года он был избран своими сослуживцами старшим аджюданом 2-го батальона волонтёров Мен и Луары. Его младший брат Оноре (фр. Honoré-Chrysostome Tharreau) последовал за ним в 3-й батальон с тем же званием 29 октября 1792 года и быстро стал адъютантом Жана-Виктора в армиях Майнца и Дуная. Оноре умер в своём доме в Кольмаре 21 января 1799 года после болезни, заразившись в лагере в Булони.

### Штабная служба и увольнение
20 апреля 1793 года стал временным адъютантом генерала де Турвиля, а затем генерала Феррана, главкома Арденнской армии. 20 ноября 1793 года был произведён в полковники штаба представителями народа Арденнской армии. 24 декабря 1794 года стал бригадным генералом и начальником штаба данной армии. 27 мая стал начальником штаба объединённых армий Арденн и Северной. 28 мая принимал участие в осаде Шарлеруа. 3 июня 1794 года представители Сен-Жюст и Жилле приказали организовать экспедицию против разбойников Шимае, которые нападали на конвои с продовольствием и угрожали коммуникациям. Генералы Дежарден и Тарро отложили этот приказ, посчитав, что он не входит в число приоритетов их миссии. Затем Сен-Жюст предложил Комитету общественного спасения уволить Тарро, и это увольнение было одобрено Комитетом 19 июня 1794 года. Тарро собирает своих товарищей по оружию, для того, чтобы отменить увольнение, и добиться восстановления в своих должностях. Его многочисленные представления в комитете, поддержанные, в частности, его штабом и генералами Журданом, Дежарденом, Ферраном, Марсо и Клебером, позволили ему выиграть дело.

### Служба с 1795 по 1798 годы
Тарро был восстановлен в своих функциях 13 июня 1795 года и направлен в Рейнско-Мозельскую армию под главным командованием Моро. 23 октября 1795 года зачислен в 3-ю дивизию Бурсье. В апреле 1796 года под началом Рено. С 27 апреля 1796 года вновь под началом Бурсье. 31 мая переведён в 5-ю дивизию Бопюи. 2 июля вернулся в 3-ю дивизию под начало Тольме. Командовал авангардом у Ферино. 10 и 11 августа захватил Линдау и Брегенц. Он отличился при отступлении этой армии, из которой почти без потерь вывел свою дивизию. 7 сентября был отброшен к Дюраху. 20 октября сражался под началом Дюфура. 24 октября отброшен обратно в Райнфельден. С 18 ноября 1796 года в составе дивизии Сент-Сюзанна оборонял Кель.
4 августа 1797 года Жан-Виктор в Кольмаре женился на Анне Мартен (фр. Anne Marguerite Charlotte Martin; 1776—1852), дочери директора по регистрации и доменам департамента Верхний Рейн.
С 23 сентября 1797 года в составе Армии Германии; с 12 января 1798 года – в Английской армии, дислоцированной в Шербуре. Эта экспедиция с треском провалилась из-за непрекращающегося шторма, слабости революционного флота, но, прежде всего, из-за пристального наблюдения со стороны англичан. 17 июля 1798 года он был назначен в Армию Майнца.

### Кампании в Швейцарии и на Рейне

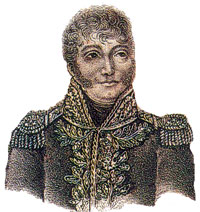
Генерал Тарро

В ноябре 1798 года в Дунайскую армию в дивизию Ферино в марте 1799 года. 21 марта 1799 года сражался у Пфуллендорфа, 25 марта – у Штокаха. 20 апреля 1799 года Тарро был произведён в дивизионные генералы, и 30 апреля назначен командиром 3-й центральной дивизии Гельветической армии. 14 мая сменил Вандама во главе 1-й дивизии этой армии. Андре Массена поручил ему командовать передовой линией обороны швейцарского города Цюрих. Под началом Тарро оказались сразу три дивизии (Шабрана, Сульта и Удино). 22 мая неповиновение Сульта и неспособность Тарро эффективно мобилизовать подкрепление, привело к поражению в сражении у Винтертура. 27 мая был изгнан из Гларуса австрийцами. 28 мая Тарро сменил Удино во главе 4-й дивизии. 19 июня заменил Лоржа во главе 5-й дивизии. 4-7 июля участвовал в неудачном первом сражении при Цюрихе. Обвинённый швейцарскими властями в растрате зернового склада, был отозван 16 августа 1799 года в Безансон, где Тарро было поручено организовать вспомогательные батальоны 6-го военного округа. 11 сентября 1799 года он был принят в Рейнскую армию и назначен комендантом Страсбурга. В декабре 1799 года возглавил 2-ю дивизию левого корпуса Бараге д'Илье Рейнской армии. 15 марта 1800 года возглавил  3-ю дивизию центрального корпуса под командованием Гувьона-Сен-Сира. Затем 9 мая он отличился при Биберахе. Эта кампания вскоре закончилась для Тарро резким разногласием с Моро, главнокомандующим этой армии.

### Служба под началом Мюрата и опала
20 ноября 1800 года возглавил дивизию в 3-м резервном корпусе в Дижоне, под командованием Мюрата, с которым поддерживал подлинные отношения дружбы и взаимного понимания. Этот корпус был мобилизован, пересёк Малый Сен-Бернар, вторгся в Пьемонт. 15 декабря дивизия Тарро получила приказ прибыть в Милан. Пройдя Болонью, направлялась к Анконе, чтобы организовать осаду, когда известие о поражение австрийцев при Поццоло изменило пункт назначения корпуса: он двинулся в Тоскану. 31 января вошёл в Папскую область. 13 февраля 1801 года корпус стал Южной наблюдательной армией. 12 марта 1801 года Мюрат в письме к Бонапарту очень хвалит действия генералов Матьё, Тарро и Бруссье. В конце марта заняла Ливорно. Ответственный за завоевание острова Эльба, Тарро 2 мая 1801 года взял Портоферрайо. 22 июня 1801 года получил отпуск, и вернулся во Францию. 13 декабря 1801 года возглавил французские войска, дислоцированные в Цизальпинской республике.
Твёрдо веривший в революционные принципы, он был встревожен обретением Наполеоном абсолютной власти, хотя и восхищался военными талантами этого человека. Когда Наполеон консолидировал свою власть, Тарро проголосовал против пожизненного консульства и создания Французской империи. По этим причинам онс 23 сентября 1802 года оставался без служебных назначений. 

### Возвращение в строй
21 октября 1808 года Наполеон даровал Тарро баронский титул. 9 марта 1809 года вернулся в строй и был назначен командиром 2-й гренадерской дивизии в корпусе Удино Армии Германии. Был ранен в результате нападения на Вену 11 и 12 мая. Хотя он недостаточно оправился от ран, он настоял на том, чтобы оставаться во главе своих войск и принял важное участие в битве при Эсслинге 22 мая 1809 года. 6 июля он снова сражался при Ваграме, где внёс большой вклад в победу, несмотря на потерю нескольких своих офицеров, в том числе адъютанта Леру. В 1810 году Тарро вернулся во Францию со своей дивизией, но когда его дивизия была расформирована, он с 19 июля 1810 года снова остался без назначения.
В 1810 году, чтобы быть ближе к своим братьям и сёстрам, живущим в Нанте, он приобрел замок Плезанс в Орво.

### Последняя кампания
Тарро участвовал в Русской кампании 1812 года во главе 23-й Вестфальской дивизии, командование которой он принял 5 марта 1812 года в Касселе. Затем он сменил генерала Вандама на посту временного командующего 8-м корпусом Великой Армии под командованием Жерома Бонапарта. Не ища почестей, он наконец вернулся к командованию своей 23-й дивизией, причём руководство 8-м корпусом было поручено Жюно. Тарро сначала выражает своё разочарование по поводу того, что престижное повышение ускользнуло от него и которое, кажется, было обещано ему, затем быстро принимает его. 19 августа действовал против арьергарда Багратиона. Маршал Ней приказал ему продолжать наступление, но вероломная ревность Жюно, выступившего против приказа, заставила Тарро прекратить этот манёвр. 6 сентября 1812 года Тарро предпринял попытку атаки на первые редуты Шевардино. Он вернулся без особых потерь и с несколькими русскими пленными. В Бородинском бою Тарроучаствовал в атаке Семёновских флешей и был тяжело ранен двумя выстрелами. Эвакуированный в Можайск, он скончался от ран 26 сентября 1812 года. В соответствии с его последним желанием его сердце было помещено в банку с винными спиртами.

## Воинские звания
- Лейтенант (17 августа 1792 года);
- Полковник штаба (20 ноября 1793 года);
- Бригадный генерал (24 марта 1794 года, утверждён 2 апреля 1794 года);
- Дивизионный генерал (20 апреля 1799 года).

## Титулы
- Барон Тарро и Империи (фр. baron Tharreau et de l'Empire; декрет от 28 октября 1808 года, патент подтверждён 21 декабря 1808 года в Мадриде)[2][3].

## Награды
Офицер ордена Почётного легиона (10 августа 1809 года)